# 中央芭蕾舞团

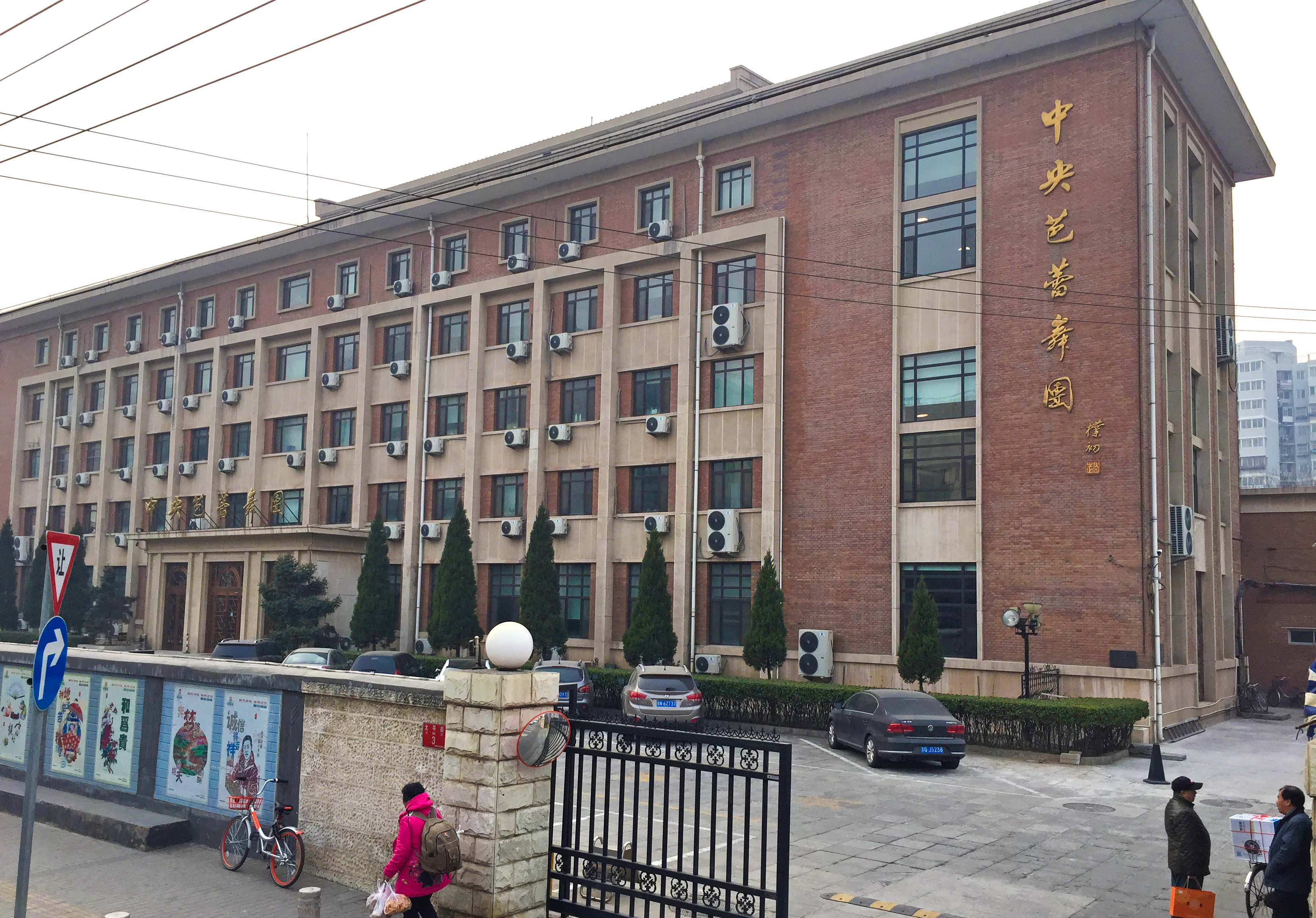
位于太平街3号的中央芭蕾舞团

中央芭蕾舞团（即中国国家芭蕾舞团，简称：中芭）是中国唯一的国家级芭蕾舞演出团体，于1959年12月31日，位于北京市西城区太平街3号。中央芭蕾舞团以古典芭蕾风格闻名，演出剧目包括《红色娘子军》、《黄河》、《梁祝》、《大红灯笼高高挂》、《天鹅湖》、《吉赛尔》、《罗密欧与朱丽叶》等。主要演出剧场是天桥剧场。

## 芭蕾名剧
《天鹅湖》、《吉赛尔》、《堂·吉诃德》、《海盗》、《希尔薇娅》

## 团长
首任团长戴爱莲
现任团长冯英

## 人物
戴爱莲、李承祥、蒋祖慧、白淑湘

### 演员

#### 首席主演
朱妍、张剑、王启敏